# Szente Gábor
Szente Gábor (1971. szeptember 1. –) magyar kézilabdakapus. A pécsi nevelésű játékos az egyik legnépszerűbb magyar kézilabda klubban, a Pick Szegedben élte fénykorát, majd 2007-ben a Tatabányához igazolt, évekig ő volt az első számú kapusa a csapatnak.
Legnagyobb sikereit a Pick Szeged színeiben érte el, az alföldi csapattal magyar bajnok és Magyar Kupa-győztes lett. 2015-től 2021-ig a másodosztályban szereplő Pécsi VSE játékosa volt.